# Választókerületek 2020-as újrarajzolása az Amerikai Egyesült Államokban

A székek száma államok szerint. A zölddel kiemelt államok kaptak széket, míg a sárgával megjelöltek veszítettek 2010-hez képest

Az Amerikai Egyesült Államokban a választókerületek újrarajzolása a tíz évente megrendezett népszámlálást követő időszak, amikor mind az ötven állam újrarajzolja állami választókerületeit. Azon államok, amik az Egyesült Államok Képviselőházába több képviselőt is küldenek, ezen választókerületeiket is újrarendezik.
Az újrarajzolás folyamata államról államra különbözik, de mindegyikben vagy az állami törvényhozás, kinevezett bizottságok vagy a kettő együtt dolgozik a választókerületek tökéletesítésén. Törvényeken és bírósági döntéseken keresztül ugyan szabályozzák a folyamatot, de gyakran előfordul a választókerületek manipulálása, aminek célja, hogy az egyik pártnak előnyt adjon, az előző évek szavazási mintái alapján. A pártok évekkel az újrarajzolás előtt megkezdik a felkészülést a folyamatra és a bizottságok vagy törvényhozások irányítása nagy politikai előnyt adhat. Egy esetleges évtized-közepi újrarajzolástól eltekintve a 2020-as kerületek a 2030-as népszámlálásig lesznek érvényesek.

## Képviselőház

### Mandátumok számának újraosztása
| Állam           | Székek | Székek |
| Állam           | Régi   | Új     |
| --------------- | ------ | ------ |
| Kalifornia      | 53     | 52     |
| Texas           | 36     | 38     |
| Florida         | 27     | 28     |
| New York        | 27     | 26     |
| Pennsylvania    | 18     | 17     |
| Illinois        | 18     | 17     |
| Ohio            | 16     | 15     |
| Georgia         | 14     | 14     |
| Észak-Karolina  | 13     | 14     |
| Michigan        | 14     | 13     |
| New Jersey      | 12     | 12     |
| Virginia        | 11     | 11     |
| Washington      | 10     | 10     |
| Arizona         | 9      | 9      |
| Massachusetts   | 9      | 9      |
| Tennessee       | 9      | 9      |
| Indiana         | 9      | 9      |
| Maryland        | 8      | 8      |
| Missouri        | 8      | 8      |
| Wisconsin       | 8      | 8      |
| Colorado        | 7      | 8      |
| Minnesota       | 8      | 8      |
| Dél-Karolina    | 7      | 7      |
| Alabama         | 7      | 7      |
| Louisiana       | 6      | 6      |
| Kentucky        | 6      | 6      |
| Oregon          | 5      | 6      |
| Oklahoma        | 5      | 5      |
| Connecticut     | 5      | 5      |
| Utah            | 4      | 4      |
| Iowa            | 4      | 4      |
| Nevada          | 4      | 4      |
| Arkansas        | 4      | 4      |
| Mississippi     | 4      | 4      |
| Kansas          | 4      | 4      |
| Új-Mexikó       | 3      | 3      |
| Nebraska        | 3      | 3      |
| Idaho           | 2      | 2      |
| Nyugat-Virginia | 3      | 2      |
| Hawaii          | 2      | 2      |
| New Hampshire   | 2      | 2      |
| Maine           | 2      | 2      |
| Rhode Island    | 2      | 2      |
| Montana         | 1      | 2      |
| Delaware        | 1      | 1      |
| Dél-Dakota      | 1      | 1      |
| Észak-Dakota    | 1      | 1      |
| Alaszka         | 1      | 1      |
| Vermont         | 1      | 1      |
| Wyoming         | 1      | 1      |

Az Amerikai Egyesült Államok alkotmányának első cikkelye leírja, hogy a Képviselőház a Kongresszus része és a mandátumokat az államok között, a népességszám eloszlása szerint osztják el, tíz évente. Ezt a tíz évente rendezett népszámlálás adatai alapján teszik meg. Minden állam kap legalább egy képviselőt és a maradék 385-öt a Huntington–Hill-módszer felhasználásával osztják szét. A Kongresszus az 1929-es Újraosztás Törvény elfogadása óta biztosítja a mandátumok elosztását. 1913 óta a Képviselőháznak 435 tagja van, ami törvénybe van írva, bár a képviselők száma 1959-ben átmenetileg megemelkedett. Az újraosztás befolyással van az elnökválasztásra is, hiszen minden államnak pontosan annyi elektori szavazata van, mint amennyi képviselője a Képviselőházban.
A 2022-es választások előtt minden állam, aminek több, mint egy választókerülete van, újrarajzolja a kongresszusi kerületeket a 2020-as népszámlálás alapján. A hivatalos adatok szerint Illinois, Kalifornia, Michigan, New York, Nyugat-Virginia, Ohio és Pennsylvania veszítettek egy széket, Colorado, Észak-Karolina, Florida, Montana és Oregon kaptak egyet, míg Texas kettőt. Kalifornia történetében először veszített mandátumot. A 2020-as népszámlálás alapján folytatódott az a tendencia, hogy északkeleti és középnyugati államok székeket veszítenek, míg nyugati és déli államok kapnak.

### Újraosztási folyamatok

A kongresszusi mandátumok újraosztásának különböző folyamatai a 2020-as népszámlálás szerint:
Független bizottság
Politikai bizottság
A törvényhozás fogadja el, a kormányzó írja alá
A törvényhozás fogadja el, a kormányzónak nincs szerepe
A törvényhozás fogadja el, többségi szavazattal felülírható
Csak egy szavazókerület* Ohio alkotmánya szerint az újraosztásnak kétpárti folyamatnak kell lennie, mindkét pártnak el kell fogadnia a végső térképet.

Minden képviselő egy kongresszusi körzetet képvisel, ami vagy egy teljes államot, vagy egy állam egy részét foglalja magába. Minden állam, aminek több, mint egy képviselője van, újra kell rajzolnia a választókerületeit a 2022-es választás hivatalos határideje előtt. A legtöbb államban a törvényhozás rajzolja meg az új kerületeket, de néhány államban létrehoztak bizottságokat, amik végrehajtják a folyamatot. Arizona, Colorado, Idaho, Kalifornia, Michigan és Washington független bizottságokat működtetnek, míg Hawaii és New Jersey úgynevezett „politikai” bizottságokat használnak. Az egy képviselővel rendelkező államok, amiknek nem kell újrarajzolniuk a kerületeiket: Alaszka, Delaware, Dél-Dakota, Észak-Dakota, Vermont és Wyoming.
Más államokban a törvényhozások rajzolják meg a kerületeket, de több esetben is vannak tanácsadó bizottságok, amik nagy szerepet játszanak a folyamatban. Egyes államokban vannak inaktív bizottságok, amik csak akkor lépnek közbe, ha a törvényhozás nem tud megegyezni a választókerületek létrehozásán. Több államban is tudatosan úgy rajzolják meg a kerületeket, hogy bizonyos politikai csoportoknak vagy pártoknak előnyt adjanak, úgynevezett gerrymandering. A legtöbb államban a megszokott törvényhozási folyamatok végrehajtásával fogadják el az új kerületeket, de vannak államok, amik különleges procedúrákat hoztak létre. Connecticut és Maine államokban is csak kétharmados többséggel lehet elfogadni az újraosztást, míg Connecticutban és Észak-Karolinában a kormányzó nem írhatja felül a képviselőházat. Ohio törvényei szerint az újraosztásnak kétpárti folyamatnak kell lennie, mindkét pártnak el kell fogadnia a végső térképet, de a többségben lévő párt jóváhagyhat átmeneti, négy évig érvényes térképeket a kisebbségi párt segítsége nélkül. Alabama, Indiana, Kentucky, Tennessee és Nyugat-Virginia a kormányzóját felülírhatja a törvényhozás egy többségi szavazattal.

#### Korlátozások az újrarajzolással kapcsolatban
Ugyan az államoknak nagy hatalma van a választókerületek újrarajzolásában, az Egyesült Államok alkotmánya, szövetségi bírói döntések és a Kongresszus által elfogadott törvények korlátozza azokat. A Wesberry v. Sanders ügyben például az Egyesült Államok Legfelsőbb Bírósága úgy döntött, hogy az államoknak úgy kell megrajzolnia a kerületeket, hogy azok nagyjából egyenlő népességgel rendelkezzenek. Ezek mellett különböző ügyekben hozott döntésekkel a következő szabályt vezették be: az újrarajzolásnak tíz évente kell történnie, de az államok gyakrabban is megtehetik, saját alkotmányuk alapján. Az 1967-es Egyenletes Kongresszusi Körzetek Törvény elfogadása óta a legtöbb államnak megtiltották, hogy több személy képviselje ugyanazt a körzetet. Az 1965-ös Szavazásjogi Törvény védelmet ad a faji megkülönböztetés alapján végzett újrarajzolástól, amivel megakadályoznák a kisebbségeket attól, hogy megválasszák az általuk kívánt képviselőt. A Thornburg v. Gingles ügy óta a Legfelsőbb Bíróság létrehozott egy tesztet, amivel eldöntik, hogy a kerületek megszegik-e a Szavazásjogi Törvényt. Néhány államban vannak többségi-kisebbségi körzetek.

### Körzetek újrarajzolásának irányítása

Demokrata irányítás
Republikánus irányítás
Kétpárti irányítás
Független bizottság
Nincs szükség újrarajzolásra

#### Törvényhozás által elfogadott tervek
A táblázatban az látható, hogy melyik államban melyik párt irányította az újrarajzolást.
| Állam           | Állam      | Irányítás          | Irányítás          | Irányítás          | Irányítás          |
| Állam           | Székek     | Összességében      | Kormányzó          | Szenátus           | Képviselőház       |
| --------------- | ---------- | ------------------ | ------------------ | ------------------ | ------------------ |
| Alabama         | 7          | Republikánus       | Többségi felülírás | Republikánus       | Republikánus       |
| Arkansas        | 4          | Republikánus       | Republikánus       | Republikánus       | Republikánus       |
| Connecticut     | 5          | Kétpárt            | Nincs vétójog      | Demokrata          | Demokrata          |
| Dél-Karolina    | 7          | Republikánus       | Republikánus       | Republikánus       | Republikánus       |
| Észak-Karolina  | 14         | Republikánus       | Nincs vétójog      | Republikánus       | Republikánus       |
| Florida         | 28         | Republikánus       | Republikánus       | Republikánus       | Republikánus       |
| Georgia         | 14         | Republikánus       | Republikánus       | Republikánus       | Republikánus       |
| Illinois        | 17         | Demokrata          | Demokrata          | Demokrata          | Demokrata          |
| Indiana         | 9          | Republikánus       | Többségi felülírás | Republikánus       | Republikánus       |
| Iowa            | 4          | Republikánus       | Republikánus       | Republikánus       | Republikánus       |
| Kansas          | 4          | Republikánus       | Demokrata          | Republikánus       | Republikánus       |
| Kentucky        | 6          | Republikánus       | Többségi felülírás | Republikánus       | Republikánus       |
| Louisiana       | 6          | Kétpárt            | Demokrata          | Republikánus       | Republikánus       |
| Maine           | 2          | Kétpárt            | Demokrata          | Demokrata          | Demokrata          |
| Maryland        | 8          | Demokrata          | Republikánus       | Demokrata          | Demokrata          |
| Massachusetts   | 9          | Demokrata          | Republikánus       | Demokrata          | Demokrata          |
| Minnesota       | 8          | Kétpárt            | Demokrata          | Republikánus       | Demokrata          |
| Mississippi     | 4          | Republikánus       | Republikánus       | Republikánus       | Republikánus       |
| Missouri        | 8          | Republikánus       | Republikánus       | Republikánus       | Republikánus       |
| Nebraska        | 3          | Nem irányítja párt | Republikánus       | Nem irányítja párt | Nem irányítja párt |
| Nevada          | 4          | Demokrata          | Demokrata          | Demokrata          | Demokrata          |
| New Hampshire   | 2          | Republikánus       | Republikánus       | Republikánus       | Republikánus       |
| New York        | 26         | Demokrata          | Demokrata          | Demokrata          | Demokrata          |
| Nyugat-Virginia | 2          | Republikánus       | Többségi felülírás | Republikánus       | Republikánus       |
| Ohio            | 15         | Republikánus       | Republikánus       | Republikánus       | Republikánus       |
| Oklahoma        | 5          | Republikánus       | Republikánus       | Republikánus       | Republikánus       |
| Oregon          | 6          | Demokrata          | Demokrata          | Demokrata          | Demokrata          |
| Pennsylvania    | 17         | Kétpárt            | Demokrata          | Republikánus       | Republikánus       |
| Rhode Island    | 2          | Demokrata          | Demokrata          | Demokrata          | Demokrata          |
| Tennessee       | 9          | Republikánus       | Többségi felülírás | Republikánus       | Republikánus       |
| Texas           | 38         | Republikánus       | Republikánus       | Republikánus       | Republikánus       |
| Utah            | 4          | Republikánus       | Republikánus       | Republikánus       | Republikánus       |
| Új-Mexikó       | 3          | Demokrata          | Demokrata          | Demokrata          | Demokrata          |
| Wisconsin       | 8          | Kétpárt            | Demokrata          | Republikánus       | Republikánus       |
| Állam           | Mandátumok | Összességében      | Kormányzó          | Szenátus           | Képviselőház       |

#### Bizottság által elfogadott tervek
| Állam      | Székek | Típus               |
| ---------- | ------ | ------------------- |
| Arizona    | 9      | Független bizottság |
| Colorado   | 8      | Független bizottság |
| Hawaii     | 2      | Politikai bizottság |
| Idaho      | 2      | Független bizottság |
| Kalifornia | 52     | Független bizottság |
| Michigan   | 13     | Független bizottság |
| Montana    | 2      | Független bizottság |
| New Jersey | 12     | Politikai bizottság |
| Virginia   | 11     | Hibrid bizottság    |
| Washington | 10     | Független bizottság |

Hat államban, aminek több képviselője is van, vannak független bizottságok, akik az újrarajzolást végzik. Arizonában, Montanában és Washingtonban a négy pártvezető (kettő az állami szenátusból és kettő az állami képviselőházból) kiválasztják az állami bizottság négy tagját, akik kiválasztanak egy ötödiket, akik a független képviselők lesznek az újrarajzolás idején. Kaliforniában öt demokrata, öt republikánus és négy független személy végzi ugyanezt a feladatot. Idahóban a négy pártvezető és a két legnépszerűbb párt elnökei mind kiválasztanak egy személyt, akiket kineveznek a bizottság tagjainak.
Két államban működtetnek politikai bizottságokat. Hawaii-on az állami szenátus elnöke és a képviselőház elnöke választják ki a bizottság két tagját, míg mindkét kamra kisebbségi pártja két személyt nevez ki a bizottságra. A bizottság nyolc tagja ezt követően választ egy kilencediket, aki a bizottság elnöke is egyben. New Jersey-ben a négy pártvezető és a két legnagyobb párt vezetői kiválasztanak két bizottsági tagot és a tizenkét tag választ egy tizenharmadikat.
Egy államban, Virginiában egy hibrid, kétpárti rendszer van, ahol a bizottság tagjai nyolc törvényhozó és nyolc civil állampolgár. A bizottság törvényhozó tagjai 50-50% republikánus és demokrata.
Ohióban szintén működik egy hibrid bizottság, de inaktív és csak akkor működik, ha az állami törvényhozás nem tud döntésre jutni a térkép elfogadásával kapcsolatban. A bizottság tagjai megválasztott tisztségviselők és az állami pártvezetőségek (a képviselőház elnöke és a képviselőház legnagyobb pártjának vezetője, aminek nem tagja a házelnök, illetve a szenátus elnöke és a szenátus legnagyobb pártjának vezetője, aminek nem tagja a szenátuselnök) által kinevezett személyek, de az utóbbi kinevezések között voltak politikusok is a 2020-as ciklusra. Ha a bizottság se képes elfogadni a térképet, a hatalom ismét a törvényhozás kezébe kerül, ahol elfogadhatnak egy végleges térképet tíz évre, vagy egy átmenetit négyre.

## Végső választókerületek

A 2022-es képviselőházi választásra rajzolt kerületek
Demokrata-rajzolt
Republikánus-rajzolt
Nincs döntő párt vagy mindkét párt rajzolta
Független bizottság által rajzolt
Nem szükséges az újrarajzolás
Bíróság rajzolta

| Állam           | Székek a Képviselőházban | Képviselőházi térkép                                                                     | Állami törvényhozási térkép                                              |
| --------------- | ------------------------ | ---------------------------------------------------------------------------------------- | ------------------------------------------------------------------------ |
| Kalifornia      | 52                       | Elfogadva: 2021. december 27.                                                            | Elfogadva: 2021. december 27.                                            |
| Texas           | 38                       | Elfogadva: 2021. október 25.                                                             | Elfogadva: 2021. október 25.                                             |
| Florida         | 28                       | Elfogadva: 2022. április 22.                                                             |                                                                          |
| New York        | 26                       | Elfogadva: 2022. február 3. Visszavonva: 2022. március 31.                               | Elfogadva: 2022. február 3.                                              |
| Pennsylvania    | 17                       | Elfogadva: 2022. február 23.                                                             | Elfogadva: 2022. február 4.                                              |
| Illinois        | 17                       | Elfogadva: 2021. november 23.                                                            | Elfogadva: 2021. szeptember 24.                                          |
| Ohio            | 15                       | Elfogadva: 2021. november 20. Az állami Legfelsőbb Bíróság visszavonta: 2022. január 14. | Elfogadva: 2021. szeptember 16. Az állami Legfelsőbb Bíróság visszavonta |
| Georgia         | 14                       | Elfogadva: 2021. december 30.                                                            | Elfogadva: 2021. december 30.                                            |
| Észak-Karolina  | 14                       | Elfogadva: 2022. február 23.                                                             | Elfogadva: 2022. február 23.                                             |
| Michigan        | 13                       | Elfogadva: 2021. december 28.                                                            | Elfogadva: 2021. december 28.                                            |
| New Jersey      | 12                       | Elfogadva: 2021. december 22.                                                            | Elfogadva: 2022. február 18.                                             |
| Virginia        | 11                       | Elfogadva: 2021. december 28.                                                            | Elfogadva: 2021. december 28.                                            |
| Washington      | 10                       | Elfogadva: 2022. február 8.                                                              | Elfogadva: 2022. február 8.                                              |
| Arizona         | 9                        | Elfogadva: 2021. december 22.                                                            | Elfogadva: 2021. december 22.                                            |
| Massachusetts   | 9                        | Elfogadva: 2021. november 22.                                                            | Elfogadva: 2021. november 4.                                             |
| Tennessee       | 9                        | Elfogadva: 2022. február 6.                                                              | Elfogadva: 2022. február 6.                                              |
| Indiana         | 9                        | Elfogadva: 2021. október 4.                                                              | Elfogadva: 2021. október 4.                                              |
| Maryland        | 8                        | Elfogadva: 2022. április 4.                                                              | Elfogadva: 2022. január 27.                                              |
| Missouri        | 8                        | Elfogadva: 2022. május 18.                                                               |                                                                          |
| Wisconsin       | 8                        | Elfogadva: 2022. március 3.                                                              | Elfogadva: 2022. március 3.                                              |
| Colorado        | 8                        | Elfogadva: 2021. november 1.                                                             | Elfogadva: 2021. november 15.                                            |
| Minnesota       | 8                        | Elfogadva: 2022. február 15.                                                             | Elfogadva: 2022. február 15.                                             |
| Dél-Karolina    | 7                        | Elfogadva: 2022. január 26.                                                              | Elfogadva: 2021. december 10.                                            |
| Alabama         | 7                        | Elfogadva: 2021. november 4.                                                             | Elfogadva: 2021. november 4.                                             |
| Louisiana       | 6                        | Elfogadva: 2022. március 30.                                                             | Elfogadva: 2022. március 14.                                             |
| Kentucky        | 6                        | Elfogadva: 2022. január 20.                                                              | Elfogadva: 2022. január 21.                                              |
| Oregon          | 6                        | Elfogadva: 2021. szeptember 27.                                                          | Elfogadva: 2021. szeptember 27.                                          |
| Oklahoma        | 5                        | Elfogadva: 2021. november 22.                                                            | Elfogadva: 2021. november 22.                                            |
| Connecticut     | 5                        | Elfogadva: 2022. február 10.                                                             | Elfogadva: 2021. november 23.                                            |
| Utah            | 4                        | Elfogadva: 2021. november 12.                                                            | Elfogadva: 2021. november 16.                                            |
| Iowa            | 4                        | Elfogadva: 2021. november 4.                                                             | Elfogadva: 2021. november 4.                                             |
| Nevada          | 4                        | Elfogadva: 2021. november 16.                                                            | Elfogadva: 2021. november 16.                                            |
| Arkansas        | 4                        | Elfogadva: 2022. január 14.                                                              | Elfogadva: 2021. november 29.                                            |
| Mississippi     | 4                        | Elfogadva: 2022. január 25.                                                              |                                                                          |
| Kansas          | 4                        | Elfogadva: 2022. február 9.                                                              | Elfogadva: 2022. április 15.                                             |
| Új-Mexikó       | 3                        | Elfogadva: 2021. december 17.                                                            | Elfogadva: 2022. január 6.                                               |
| Nebraska        | 3                        | Elfogadva: 2021. szeptember 30.                                                          | Elfogadva: 2021. szeptember 30.                                          |
| Idaho           | 2                        | Elfogadva: 2021. november 5.                                                             | Elfogadva: 2021. november 5.                                             |
| Nyugat-Virginia | 2                        | Elfogadva: 2021. október 22.                                                             | Elfogadva: 2021. október 22.                                             |
| Hawaii          | 2                        | Elfogadva: 2022. január 28.                                                              | Elfogadva: 2022. január 28.                                              |
| New Hampshire   | 2                        | Elfogadva: 2022. május 31.                                                               |                                                                          |
| Maine           | 2                        | Elfogadva: 2021. szeptember 29.                                                          | Elfogadva: 2021. szeptember 29.                                          |
| Rhode Island    | 2                        | Elfogadva: 2022. február 18.                                                             | Elfogadva: 2022. február 18.                                             |
| Montana         | 2                        | Elfogadva: 2021. november 12.                                                            |                                                                          |
| Delaware        | 1                        | N/A                                                                                      | Elfogadva: 2021. november 2.                                             |
| Dél-Dakota      | 1                        | N/A                                                                                      | Elfogadva: 2021. november 10.                                            |
| Észak-Dakota    | 1                        | N/A                                                                                      | Elfogadva: 2021. november 12.                                            |
| Alaszka         | 1                        | N/A                                                                                      | Elfogadva: 2021. november 10.                                            |
| Vermont         | 1                        | N/A                                                                                      | Elfogadva: 2022. április 6                                               |
| Wyoming         | 1                        | N/A                                                                                      | Elfogadva: 2022. március 25.                                             |